# Sainte-Croix-Vallée-Française
Sainte-Croix-Vallée-Française település Franciaországban, Lozère megyében. Lakosainak száma 305 fő (2022. január 1.). Sainte-Croix-Vallée-Française Saint-Martin-de-Lansuscle, Saint-Germain-de-Calberte, Moissac-Vallée-Française, Saint-André-de-Valborgne, Gabriac és Molezon községekkel határos.

## Népesség
A település népessége az elmúlt években az alábbi módon változott:
| Lakosok száma | 277  | 307  | 312  | 305  | 332  | 296  | 274  | 269  | 284  | 305  |
|               | 1968 | 1982 | 1990 | 2006 | 2013 | 2015 | 2017 | 2019 | 2020 | 2022 |